# Barraca XX (Aiguamúrcia)
La Barraca XX és una obra d'Aiguamúrcia (Alt Camp) inclosa a l'Inventari del Patrimoni Arquitectònic de Catalunya.

## Descripció
És una gran barraca de planta rectangular, exempta, de cornisa horitzontal i coberta amb pedruscall. La seva orientació és al Sud. A la façana de la seva esquerra hi ha uns pujadors per accedir a la coberta. El seu portal és capçat amb un arc dovellat de mig punt.
La barraca està tancada amb una porta, de manera que no es pot veure les característiques del seu interior. Per les seves característiques es pot aventurar, però, que està coberta amb una falsa cúpula.
La seva façana principal té una alçada exterior de 3'07m, i una ampladad e 6'20m.